# Universitäts- und Landessportzentrum Salzburg Rif

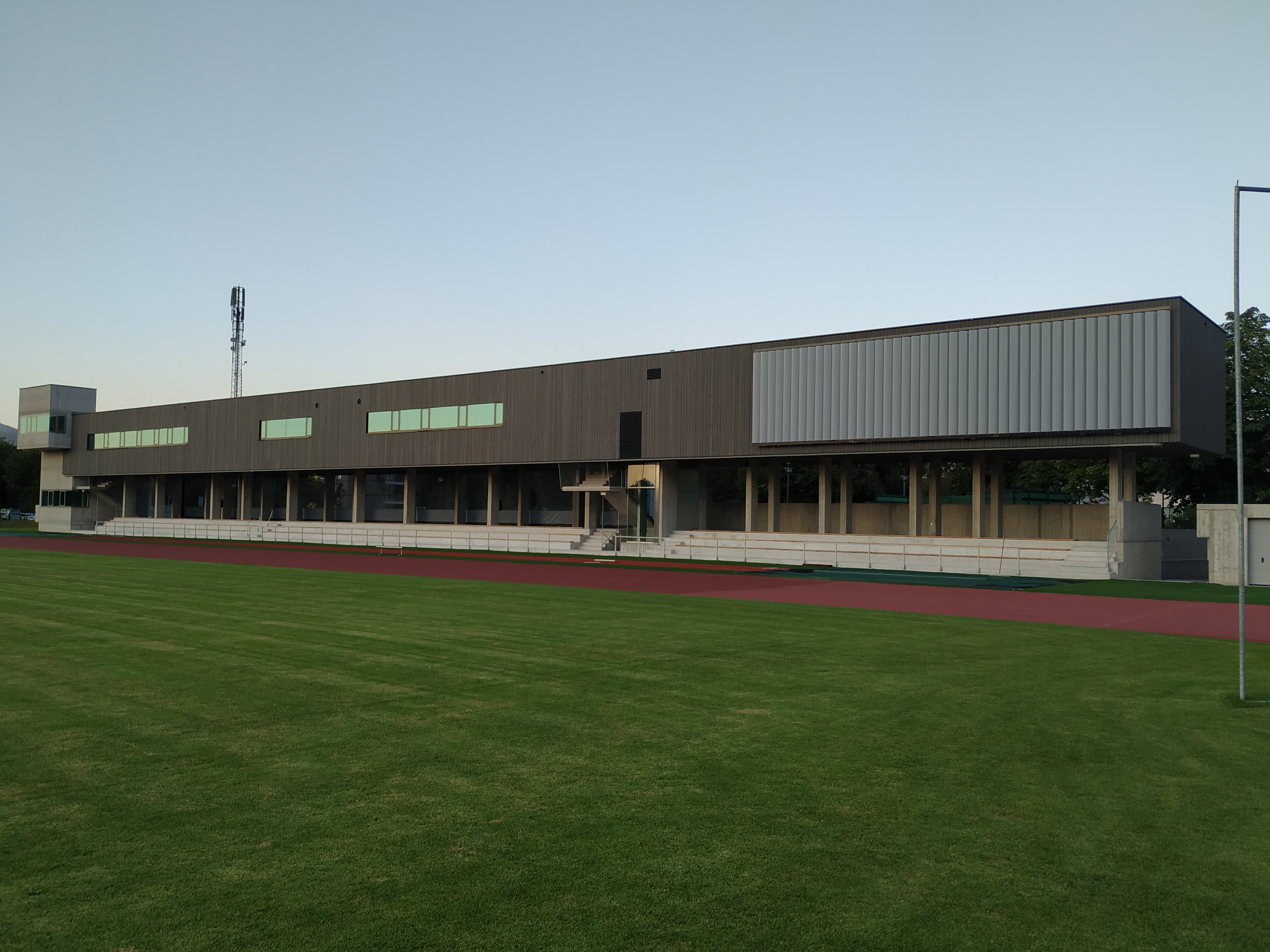
ULSZ Rif

Das Universitäts- und Landessportzentrum Salzburg Rif (ULSZ Rif) im Halleiner Stadtteil Taxach ist eine Sportstätte des Landes Salzburg und der Universität Salzburg.

## Geschichte
Mitte der 1980er Jahre begannen Planungen für ein Landessportzentrum. Die Suche nach geeigneten Grundstücken zog sich hin. Die Universität Salzburg, die in den 1960er Jahren mit dem Betrieb einer Sportfakultät begann, war in diesem Zeitraum ebenfalls auf der Suche. Die Universität besaß keine eigenen Sportanlagen, sondern griff auf fremde Sportstätten wie Schulturnhallen oder öffentliche Schwimmbäder zurück. Das gesamte Sportangebot war über die Stadt Salzburg gestreut. Es wurde die Idee geboren, ein gemeinsames Sportzentrum zu schaffen – zu dieser Zeit ein Novum in Österreich. Als Ziel wurde vereinbart, die Anforderungen der Universität und des Landes gleichermaßen zu erfüllen und zugleich eine hohe Auslastung der neu gebauten Sportanlagen zu erreichen.
Nach zwei Jahren Bauzeit wurde das ULSZ Rif im Jahr 1986 eröffnet. Die Leitung übernahm der ehemalige Konditionstrainer des Salzburger Eishockey Clubs (heute EC Red Bull Salzburg) Wolfgang Becker.
An einem einzigen Standort entstand ein breites Spektrum an Outdoor- und Indoor-Sportanlagen, die Vielfältigkeit des gesamten Sportangebots ist ein wesentlicher Bestandteil der Philosophie und der Idee. Darüber hinaus ist die freie Zugänglichkeit der Außenanlage ein zentrales Konzept, das zum einen den Administrations- und Überwachungsaufwand reduziert und zum anderen für hohe Akzeptanz bzw. hohen Zustrom aus der stark steigenden Bevölkerung im Umkreis sorgt. In den darauffolgenden Jahren wurde das ULSZ Rif schrittweise den tatsächlichen Erfordernissen angepasst bzw. erheblich erweitert.
| Zeitraum  | Tätigkeit                                                                                | Kosten in € |
| --------- | ---------------------------------------------------------------------------------------- | ----------- |
| 1986      | Errichtungskosten Sportzentrum Rif, Ausbau „Haus Rif“                                    | 20.109.000  |
| 1987      | Errichtung Kletterturm                                                                   | 618.000     |
| 1988–1991 | Sanierungskosten Schwimmhalle                                                            | 3.634.000   |
| 1989      | Errichtungskosten Bootshaus                                                              | 106.500     |
| 1994      | Ankauf Praxmarergrund                                                                    | 56.000      |
| 1995      | Ankauf von „Haus Rif“                                                                    | 3.270.000   |
| 1996      | Sanierung Tennishalle, Erweiterung Fußballfeld, Dachsanierung Sprungturm                 | 215.000     |
| 1998      | Errichtungskosten Leichtathletikhalle, Werkstätten, Sanierungskosten „Haus Rif“          | 5.200.000   |
| 1998      | Ankauf Grundstück Steingassner                                                           | 836.000     |
| 2003–2005 | Ankauf + Adaptierung Schloss                                                             | 4.200.000   |
| 2006–2009 | Umbau Weiherhaus                                                                         | 1.173.000   |
| 2007–2009 | Errichtungskosten Fußball-, Beachvolleyballplätze; Sanierungskosten Leichtathletikanlage | 1.347.000   |
| 2008      | Sanierungskosten Heizung – Austausch Gasthermen                                          | 144.000     |
| 2009      | Grundstücksankauf Schnöll                                                                | 1.570.000   |
| 2010–2011 | Sanierungskosten: Schwimmhalle                                                           | 4.237.000   |

Im ULSZ Rif wird 2019 an mehreren Stellen gebaut. Ein Neubau der 1500 Sitz- und Stehplätze umfassende Tribüne bei der Leichtathletikanlage ist die größte Baustelle. Ein markanter Zielturm wird errichtet, der im Untergeschoß sechs Garderobenräume samt Duschen für rund 300 Sportler aufweisen wird. Im Dachgeschoß mit einer Größe von 400 m² werden Büros für den Salzburger Fußballverband eingerichtet. Der Verband wird damit von der Stadt Salzburg nach Hallein übersiedeln.
Zusätzlich sind Räume für das Salzburger Schulsportmodell (SSM) vorgesehen.
Seit Mai 2019 entsteht ein neues Studentenwohnheim in Holzbauweise. Es ist zwischen den Sporthallen des ULSZ Rif und den Parkplätzen platziert und umfasst 66 Zimmer sowie eine Wohnnutzfläche von rund 2.000 m². Bei Gesamtkosten von 5 Millionen Euro werden rund 2 Millionen Euro Wohnbauförderung einfließen.
Auch werden ein Pumptrack und ein Rodelhügel entstehen, wobei das Aushubmaterial des Tribünenbaus verwendet wird. Am Rodelhügel werden zwei kleine Skisprungschanzen entstehen.
Im März 2020 wurde der 12-millionste Besucher des ULSZ Rif gefeiert.
Im Sommer 2021 ging Langzeitvorstand Wolfgang Becker in den Ruhestand. Die Nachfolge trat Sabrina Rohrmoser an. Sie ist Absolventin von Studiengängen am Management Center Innsbruck (BSc), an der Fachhochschule Salzburg (MSc) und an der Universität Salzburg (MBA) und war zuvor beim Land Salzburg als Referentin für den Salzburger Sport und später im Landessportbüro tätig.
Zum 35-Jahr-Jubiläum des ULSZ Rif wurde 2021 die Allee der Sieger offiziell eröffnet. Hier sind 22 Hand- und Fußabdrücke von Sportlern ausgestellt, die im ULSZ Rif trainierten.

## Anlagen
Auf einer Fläche von 45 Hektar beherbergt das ULSZ Rif zahlreiche Anlagen.

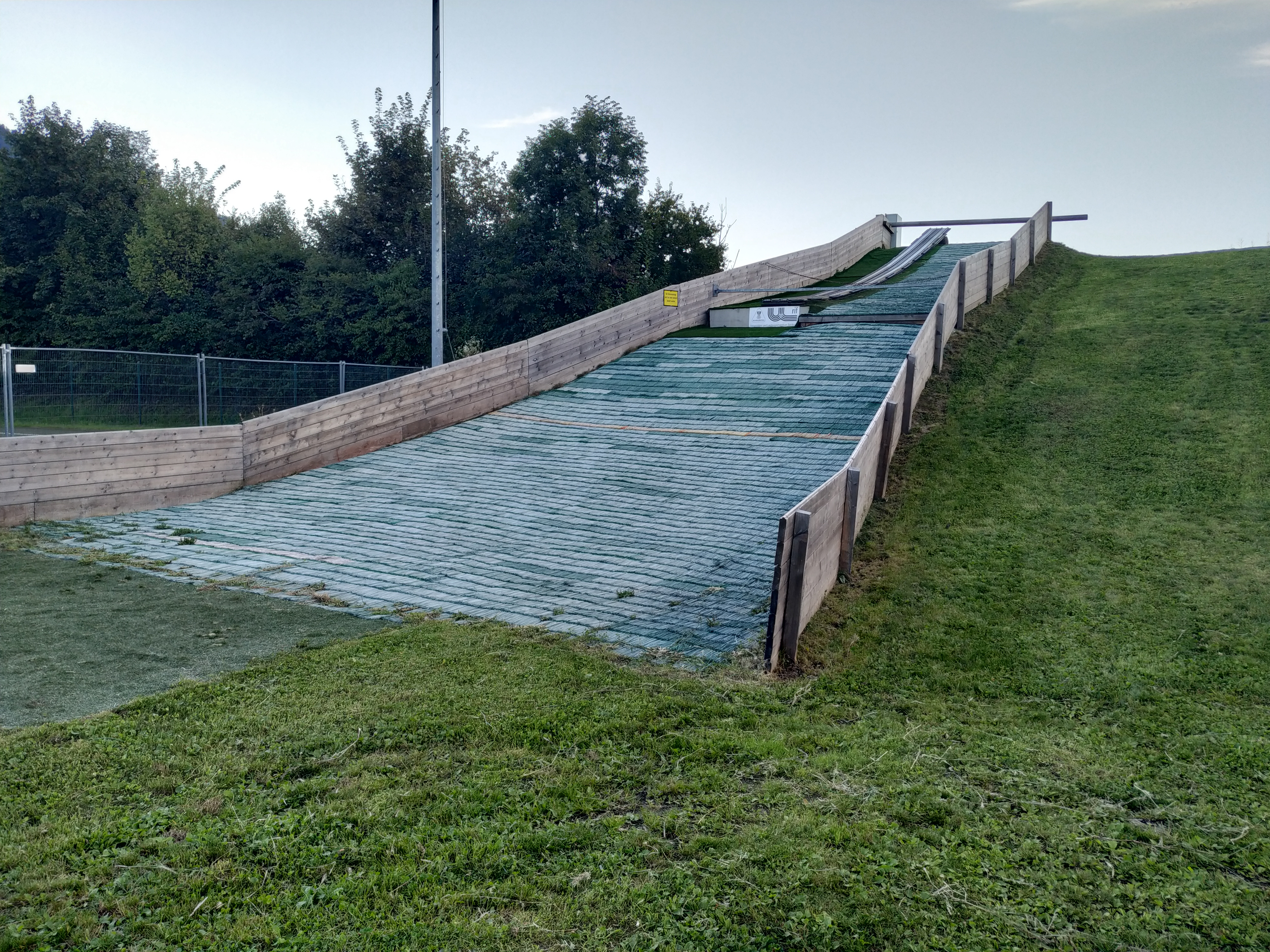
Skisprungschanzen
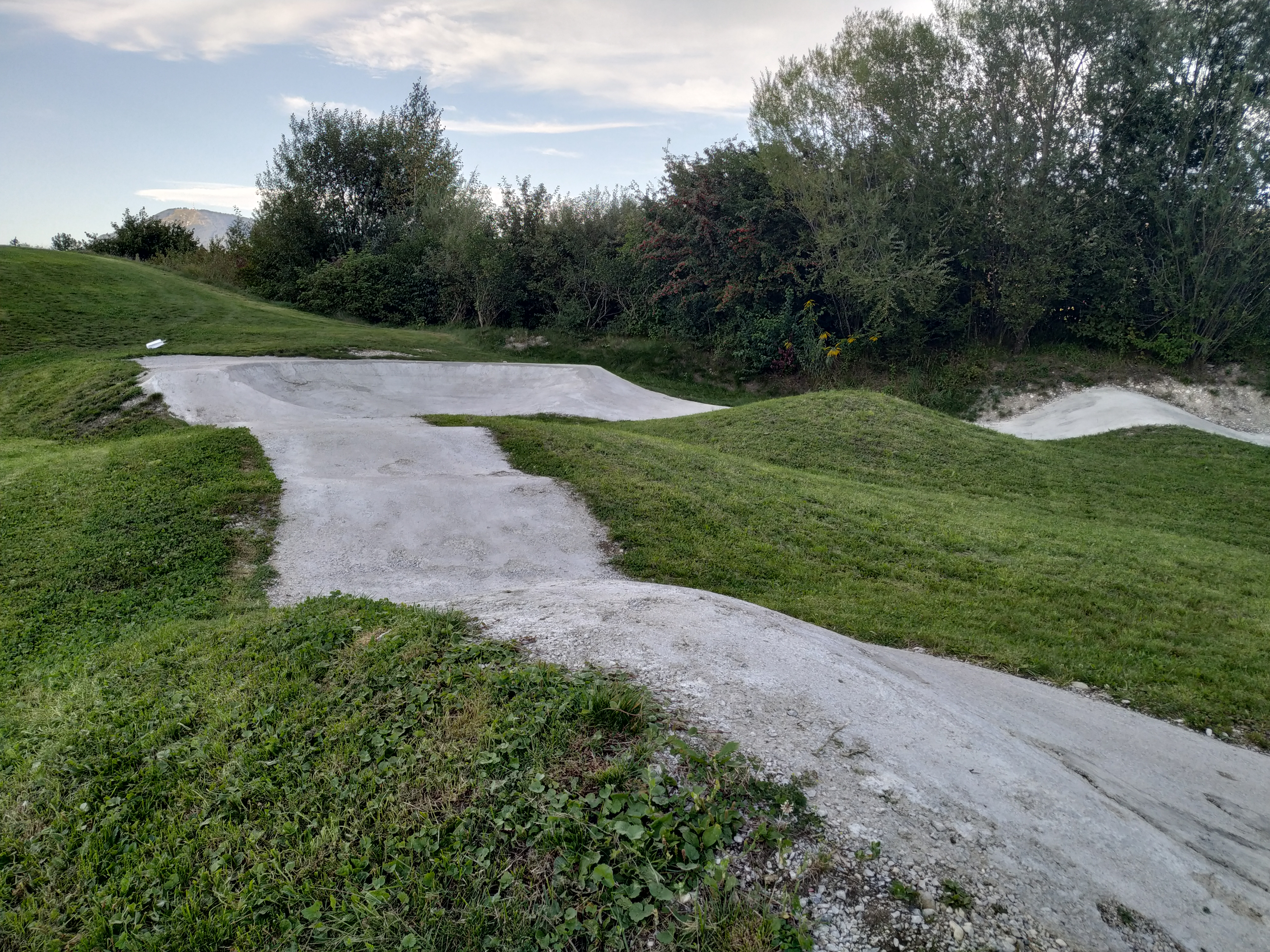
Pumptrack

| Indoor                  | Outdoor                              | Seminarräume            |
| ----------------------- | ------------------------------------ | ----------------------- |
| Sporthalle              | Fußball (Naturrasen und Kunstrasen)  | Hörsaal 1 (Haus Rif)    |
| Gymnastikhalle          | Leichtathletikanlage                 | Hörsaal 2 (Tribüne)     |
| Turnhalle               | Tennisplätze                         | Hörsaal 3 (Schloss Rif) |
| Krafträume              | Bootshaus für Rudern & Kanu          | Hörsaal 3 (Schloss Rif) |
| Schwimmhalle            | Beachvolleyball-Arena                | Seminarräume (Haus Rif) |
| Leichtathletikhalle     | Kletterturm                          |                         |
| Sauna / Regeneration    | Street-Basketball                    |                         |
| Schießhalle             | Inlinehockey- und Streetsocceranlage |                         |
| Tennishalle             | Lauf-Parcour und Fit-Parcour         |                         |
| Gymnastikstudio         | Kneipp-Parcour                       |                         |
| Sportloft               | Kinderspielplatz                     |                         |
| Laborräume              | Slackline-Park                       |                         |
| Sportmedizin / Therapie | Cross Fit Anlage                     |                         |
|                         | Bewegter Schulweg                    |                         |
|                         | Pumptrack                            |                         |
|                         | Rodelhügel mit Skisprungschanzen     |                         |